# Suore della Congregazione di Maria
Le Suore della Congregazione di Maria, o Mariste, sono un istituto religioso femminile di diritto pontificio: i membri di questa congregazione pospongono al loro nome la sigla S.M.

## Storia
Le origini della congregazione risalgono al 1817 quando Jeanne-Marie Chavoin (1786-1858), assieme a una compagna, si ritirò a Cerdon per condurre vita religiosa; l'8 settembre 1823, con il consenso di Alexandre-Raymond Devie, vescovo di Belley, le religiose si riunirono sotto la direzione di due sacerdoti della Società di Maria e andarono a costituire il ramo femminile della famiglia marista.
L'istituto si sviluppò rapidamente e nel 1858 venne aperta la prima filiale all'estero, in Inghilterra. La congregazione ricevette il pontificio decreto di lode il 3 settembre 1864 e l'approvazione della Santa Sede il 29 ottobre 1884.
Come i religiosi del ramo maschile, le mariste si diffusero in Oceania e nel 1891 fondarono una filiale alle Figi.
La congregazione venne duramente colpita dalle leggi anticongregazioniste francesi, che costrinsero le suore a trasferire la casa madre in Belgio, e dallo scoppio della prima guerra mondiale, ma si riprese dopo la fine del periodo bellico e nel 1955 la casa generalizia venne stabilita a Roma.

## Attività e diffusione
Le mariste si dedicano all'istruzione e all'educazione cristiana della gioventù e ad altre attività sociali e caritative.
La congregazione è presente in Europa (Francia, Irlanda, Italia, Regno Unito, Ucraina), nelle Americhe (Brasile, Canada, Messico, Stati Uniti d'America, Venezuela), in Oceania (Australia, Figi, Nuova Zelanda, Papua Nuova Guinea), nelle Filippine e nell'Africa occidentale; la sede generalizia è a Roma.
Alla fine del 2008 la congregazione contava 386 religiose in 84 case.